# Colonisation grecque

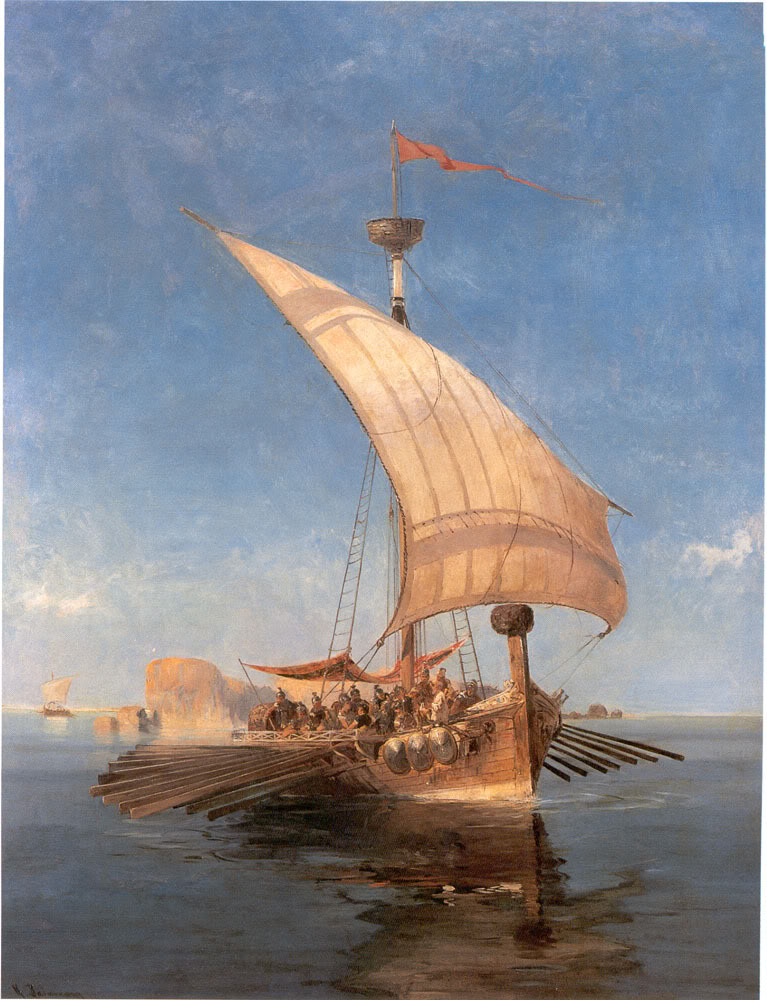
Le périple des Argonautes, symbole de la colonisation grecque.

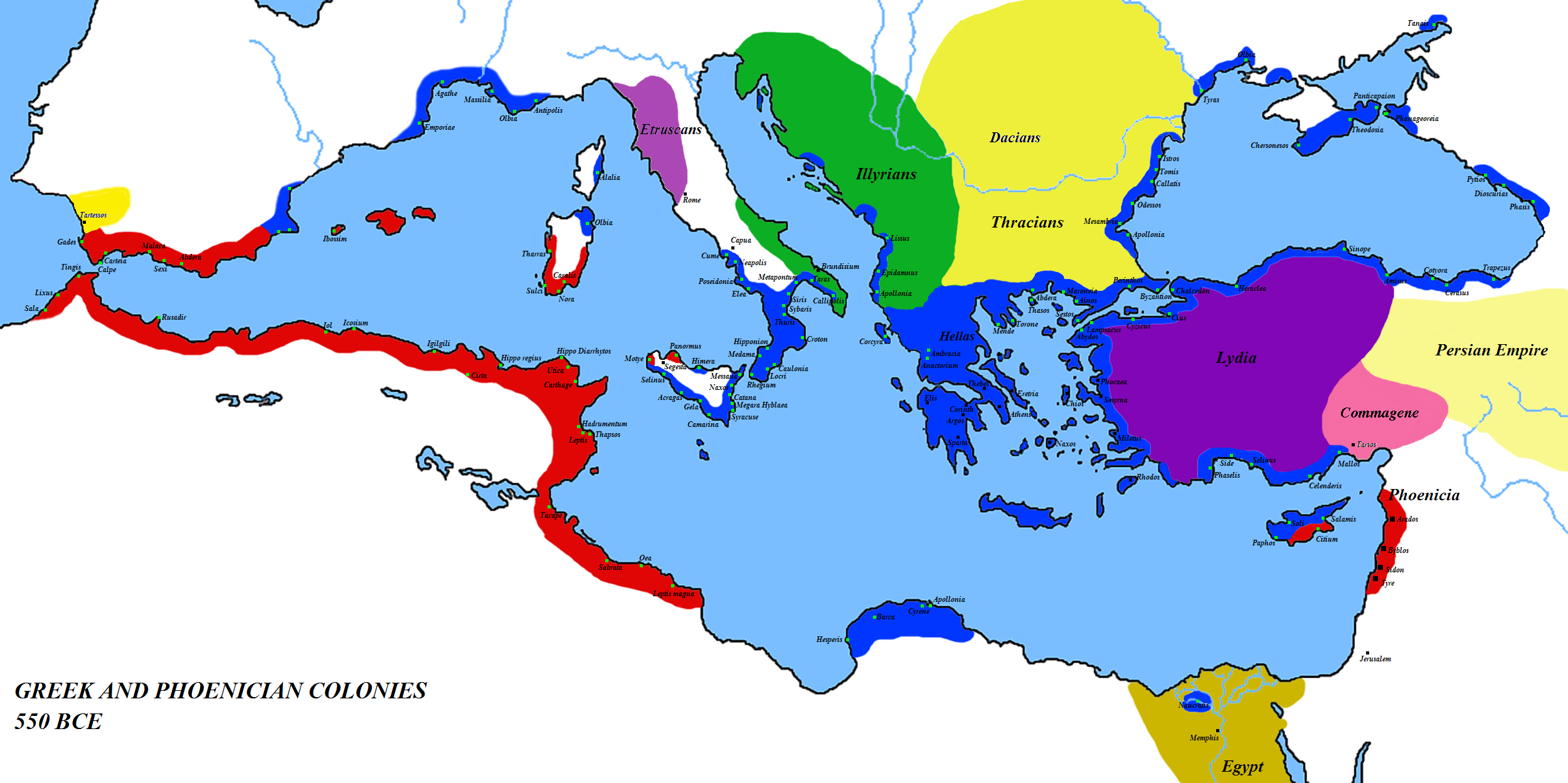
Carte des colonies grecques et phéniciennes, aux environs de 550 av. J.-C.

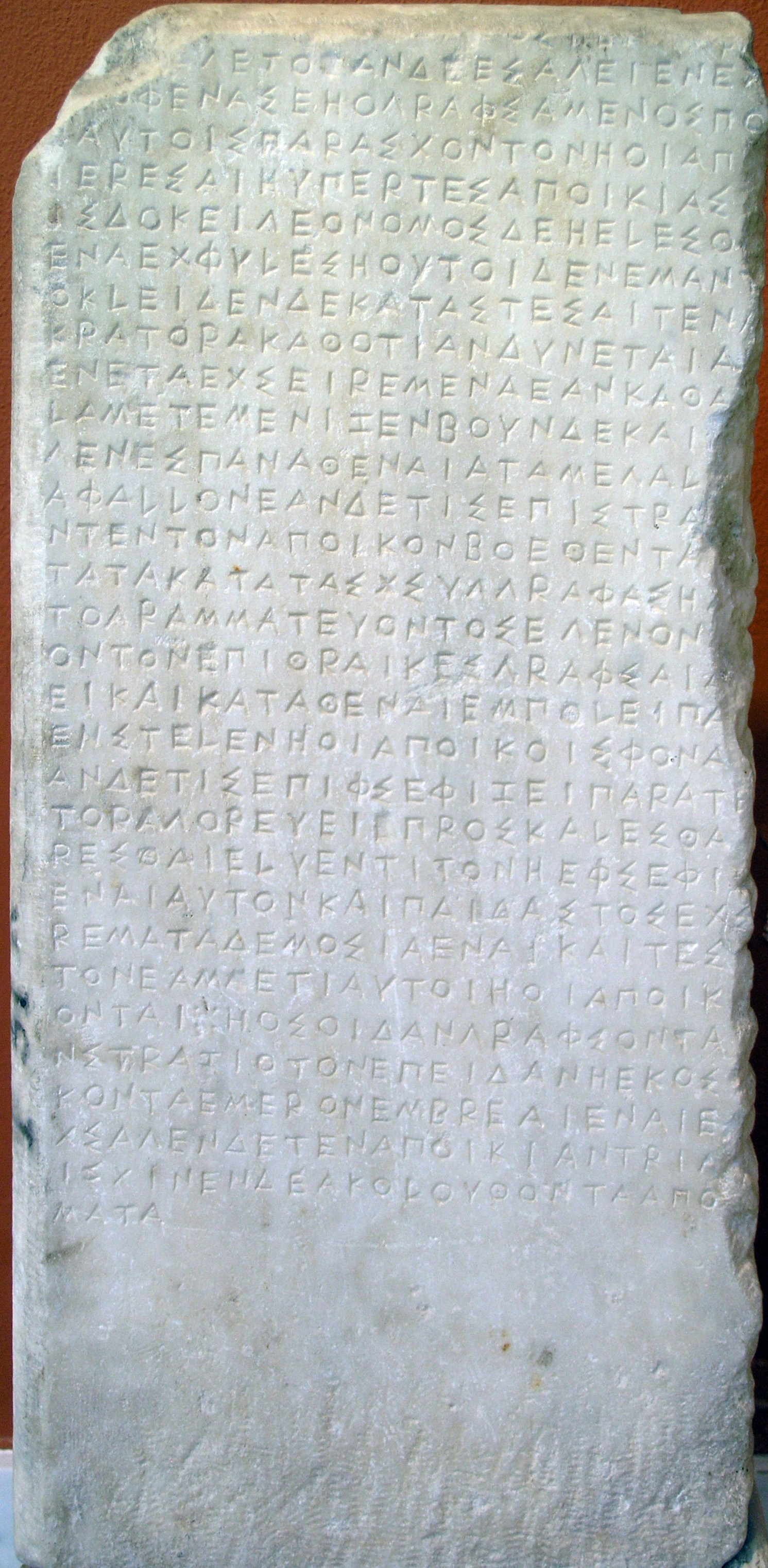
Décret concernant la fondation de la colonie de Bréa en Thrace, vers - 445 (IG I 46) (Musée épigraphique d'Athènes).

La colonisation grecque désigne un mouvement de population parti depuis les cités grecques et les régions grecques du pourtour de la mer Égée jusqu'au pourtour du bassin méditerranéen, de la mer Noire et de la mer d'Azov,,. Il s'est déroulé en plusieurs vagues, principalement du VIIIe au VIe siècle av. J.-C.. Concomitante d'une importante urbanisation, cette phase d'expansion marque l'essor d'un véritable trafic maritime hellène et a ainsi profondément modifié les structures du commerce et de l'économie de la Grèce historique. Cette première grande période d'expansion grecque s'étend approximativement de 734 — fondation de Naxos — à 580 (fondation d'Agrigente).
Lors de ces deux siècles de dispersion s'est affirmée une culture grecque commune mettant en relation les différentes régions de la Méditerranée et de la mer Noire. On trouve la trace de colonies dans le Sud de l’Italie (Grande-Grèce), sur les rivages de la mer Noire, à Chypre, au nord-est de l’Afrique (Cyrénaïque, Mauritanie et Tingitane et aux frontières du monde carthaginois) ainsi qu'en Méditerranée occidentale (Gaule), toujours en foyers isolés. Ses fondations concernent presque exclusivement le littoral et rares sont les sites localisés dans l'arrière-pays.
L'expression « colonisation grecque » est problématique, chargée de sens par son emploi moderne et dérivée du latin colonia, qui relève de la culture romaine. Il est censé correspondre au grec ancien ἀποικία / apoikia, « éloignement du foyer », et au mouvement correspondant apoikismos. Ce terme « colonisation » appliqué à la Grèce archaïque est encore utilisé par les spécialistes, par commodité, avec toutes les restrictions implicites partagées par la communauté des historiens et archéologues. On parle plus aisément d'« essaimage ».
Cet essaimage des Grecs a été précédé par l'expansion des Phéniciens dès le Xe siècle av. J.-C.. Il faudra attendre le IVe siècle av. J.-C. et les conquêtes d'Alexandre le Grand donnant naissance au monde hellénistique pour connaître un mouvement de plus grand ampleur.

## Traits généraux

### Désignation
L'usage du terme « colonisation » est discuté.
Selon Irad Malkin (2004) la traduction du verbe apoikein par « coloniser » et du mot apoikia par « colonie » peut induire en erreur : le terme de « colonie » et la notion de colonisation ne sont pas adaptés lorsqu'ils sont employés pour le monde grec, car elles supposent un ensemble de connotations soit romaines, soit modernes, qui ne sont pas applicables à la Grèce antique ni à la nature du phénomène poliade.
D'une part, les sources désignent par le terme d'apoikia à la fois le départ, l'émigration, la communauté des pionniers et la cité ainsi nouvellement établie. Ici, le chef d’une expédition est l’oïkiste ou œciste (mots où l'on retrouve la racine οἶκος, « habitat »), le colon est un apoikos (« expatrié »). Cet argument est cependant critiqué dans l'ouvrage dirigé par Brigitte Le Guen (2019) qui souligne que cette décision est collective, à caractère public et que les conditions de retour ou leur impossibilité sont précisées par des documents connus, épigraphiques et littéraires : cela justifie que l'on utilise le mot « colonisation » dans ce contexte.
D'autre part, la colonisation grecque a consisté en une série de migrations diffuses et hétérogènes. La colonie créée n'entretient pas de relations de dépendance avec sa cité-mère, même si elle reconnaît un lien de nature filiale avec la communauté dont elle est issue ; l'étymologie du mot métropole (« cité-mère ») l'évoque ainsi directement. Cependant, et sans que cet argument puisse être mis en balance avec ce qui précède, M. C. D'Ercole (2019) indique la longue postérité culturelle de ces fondations grecques, ainsi Strabon décrit Néapolis (Naples), fondée au cours du VIIIe siècle av. J.-C. comme une sorte d'enclave grecque où l'on pouvait encore, au début de notre ère, pratiquer la langue et les coutumes grecques. Ce qui justifierait que l'on puisse parler de « colonie » dans ce cas.
Ses fondations et implantations sont le plus souvent agraires avec la délimitation de chôrai. Maria Cecilia d'Ercole fait remarquer que l'appropriation des terres, qu'elle soit issue d'une négociation plus ou moins pacifique ou d'une action violente, justifie le parallèle avec les colonisations connues de l'histoire occidentale.
Enfin, on désigne également par le terme de « colonie », l’emporion et la clérouquie. Lieu d'échange, interface entre le monde grec et les mondes barbares, l'emporion est une implantation plus proche de l'avant-poste commercial que de la polis indépendante, sans lien étroit avec la métropole. La clérouquie est bien un phénomène colonial dans la mesure où il implique une émigration mais cette dernière est transitoire, à vocation exclusivement militaire (soit pour protéger un lieu stratégique, soit pour encadrer une communauté prête à se révolter contre la domination athénienne) et sa durée n'est pas déterminée à l'avance. Elle ne fait l'objet de mythe fondateur et n'a pas les caractères d'autonomie d'une polis.

### Précolonisation
On doit aux travaux de l'archéologue britannique Alan Blakeway (1898-1936) la notion de précolonisation grecque. Par sa nature et son intensité, cette phase de contact se distingue de celle qui devait lui succéder après le VIIIe siècle av. J.-C. Elle s'inscrit tout d'abord dans un cadre d'initiative privée et non collective comme dans le cas des apoikiaï. Ces fréquentations antérieures aux fondations sont dues à des commerçants-explorateurs. Ce sont des communautés de marchands, d'origines diverses, qui créent des comptoirs commerciaux lesquels sont situés au débouché d'un itinéraire terrestre. Ce sont leurs repérages qui permettent, ensuite, de choisir tel emplacement pour la fondation d'une colonie par une décision publique, décision prise par une cité ou un groupe défini à une date précise. Mais il faut considérer que cette décision se fait, pour les premières, au VIIIe siècle av. J.-C., à une époque où les cités sont en formation, sur le plan politique. Elles semblent organisées en communautés, regroupées en petites agglomérations, en villages, en komai.
Des migrations ont eu lieu durant les siècles obscurs, aux XIe siècle av. J.-C. et Xe siècle av. J.-C., vers l'Asie Mineure et Chypre. Cependant, cette colonisation avait un but totalement différent de l'essaimage ultérieur. En effet, cette première phase de "colonisation" grecque n'était pas organisée par l'État et fut la conséquence des troubles qui secouaient le monde grec à cette époque, provoquant ainsi des déplacements de populations grecques vers l'Asie.

## Causes générales

### Le besoin de terres nouvelles
Les sources grecques — principalement Hérodote, Strabon et Pausanias — évoquent la sténochôria comme cause principale de la colonisation. Le mot grec sténochôria vient de « sténochoréo » : « être à l’étroit ». Le terme est aujourd’hui traduit par le « manque » ou la « faim de terres ». L’amélioration globale du climat au milieu du Ier millénaire avant notre ère (plus chaud et plus humide, attesté par la palynologie et la sédimentologie) permet un accroissement démographique sur les rives de la Méditerranée, comme l’attestent les fouilles des nécropoles. Cependant, des études archéologiques menées à Corinthe montrent que des nécropoles ont été installées sur des terres fertiles, ce qui remet en cause le manque de terres cultivables comme cause principale et suppose d’autres raisons à l’émigration grecque : par exemple l’indivisibilité des terres lors de la succession. En effet, souvent l’aîné hérite seul du domaine familial tandis les autres enfants n’ont rien et sont alors confrontés à un choix : rester et travailler pour leur aîné, ou partir fonder une nouvelle cité et y obtenir des terres. Enfin l’insuffisance des ressources lors des épisodes climatiques moins favorables comme les années de sécheresse, est aussi l’une des causes possibles de la colonisation. C’est un phénomène qui affecta aussi les Phéniciens et, en Asie, les Austronésiens. Au-delà, l’exiguïté des territoires poliades conduits certains à la pauvreté, à l'endettement, voire à la servitude. Cet horizon est celui d’une crise politique et sociale totale, la stasis.

### Les conflits internes,stasis
Par le mot stasis, la langue grecque désigne toute situation conflictuelle larvée risquant d’aboutir à une guerre civile. La colonisation est une façon d’éviter les guerres civiles, le groupe minoritaire partant fonder une nouvelle cité. Il peut s’agir de conflits sociaux entre élites et dèmos, ou bien politiques, et alors soit entre groupes des élites, entre eux, soit avec leurs clientèles respectives, enfin soit à l’intérieur du groupe dirigeant, comme à Corinthe (voir: Bacchiades).

### Les motivations commerciales
Le rôle moteur du commerce dans la colonisation se discute. François Lefèvre dans son Histoire du monde grec antique (2007) souligne le rôle moteur du commerce dans la colonisation : il cite notamment l'exemple du contrôle des détroits, celui de Messine par les Chalcidéens — la colonie de Rhégion en Italie et de Zancle en Sicile —, et celui de Bosphore par les Mégariens - colonie de Byzance et de Chalcédoine. Ce sont par ailleurs les marchands en tant qu'explorateurs grecs qui sont les premiers à repérer les régions colonisables pourvues d’eau, de plaines cultivables, de ressources minières ou autres, et sans peuplement sédentaire dense (ou peuplées de « barbares » accueillants). Ils en informent les archontes des cités qu’ils approvisionnent. La réalité des motivations commerciales, politiques ou même religieuses d’une colonisation, est somme toute assez complexe. Aristote signale que le fondateur de la Masillia phocéenne (actuelle Marseille) était un marchand, mais il note qu’il s’agit d’une exception. Les colons avaient plutôt tendance à reproduire le modèle social de la cité grecque archaïque, caractérisé par la domination de la noblesse terrienne,.
La difficulté de s'approvisionner en métaux est une motivation puissante au commerce, mais semble sans relation avec les fondations grecques exceptions faites de l'île de Thasos, le nord de l'Égée et de modestes gisements de bauxite en Calabre. Ailleurs, ils s'approchent, en restant sur la côte, des lieux d'extraction qui restent aux mains des autochtones.
Parmi les autres ressources qui intéressent les Grecs, c'est avant tout le bois, au Levant avec l'emporion d'Al' Mina mais aussi en Italie méridionale et sur la côte sud de la mer Noire, grâce à leurs colonies. Leurs colonies offrent aussi l'accès au sel, une denrée essentielle. Le poisson salé avait ses sites spécialisés, comme le littoral du Pont Euxin.
Aux débuts, le volume des échanges entre la colonie et la métropole est souvent insuffisant à lui seul pour faire vivre la colonie et par conséquent, il ne semble pas que la métropole ait eu le monopole de ces échanges. Les colonies grecques fondées pour des raisons purement commerciales sont en définitive rares sinon introuvables : Naucratis en Égypte n’est pas une oikeia au sens plein, puisqu’elle dépend de l’empire égyptien puis perse et n’est pas indépendante ; c'est uniquement un port ouvert aux commerçants grecs, sans fondation en droit de la polis avant l'époque hellénistique. Les clérouquies d’Athènes ou les comptoirs de Marseille comme l’Olbia ligure restent aussi des « quartiers outre-mer » de la métropole, et non des cités-filles autonomes.

### Les progrès dans la navigation
Les connaissances maritimes s’affermissant, des instructions nautiques plus précises se transmettent dans les diverses lignées de capitaines (kybernètes), des progrès importants sont faits en matière de construction navale : on passe de l’assemblage en mosaïque de planches reliées par des travers irréguliers, comme à Thonis-Hérakléion, à une quille à membrures régulières. Cela permet par exemple de charger davantage les navires et rassure les colons, plus enclins à partir puisqu’ils n’ont plus à tout laisser derrière eux.

## Conditions et moments de départs
Le départ des colons est toujours un moment de déchirement. Si la colonie était fondée pour éviter à la cité une famine, ou à la suite d'un conflit, il était entendu que les colons perdaient tout droit au retour. La métropole ne leur apporterait aucune assistance. Le corps civique subissait une véritable amputation : entre un dixième et un quart de la population partait. Le nombre de colons n'a que rarement pu dépasser les 200, ou même moins

### La décision et les acteurs
Une colonie ne se fonde pas à titre privé (sauf exceptions), mais résulte d’une décision prise par la cité, bien que celle-ci se mette rarement en avant.
Pour la fondation d’une colonie, on présente d’abord un projet à l’assemblée (boulè) qui l’approuve ou le rejette. En cas d’accord, le conseil aristocratique prend en charge le choix des modalités et les mesures concrètes pour désigner qui va partir.
Il faut alors désigner un chef de l’expédition, nommé œciste (ou 'oïkiste), le plus souvent issu du milieu aristocratique. C’est l'œciste qui choisit le nom et le lieu précis du nouvel établissement. Une fois arrivé, il fonde et dote la colonie d’un système défensif. Après sa mort, il fait généralement l’objet d’un culte héroïque.
Dans le cadre de la religion grecque antique où les dieux ne cessent d’intervenir dans les affaires humaines, les cités ont besoin d’une caution divine pour légitimer les décisions humaines : la fondation d’une colonie était risquée et ceux qui restaient n’étaient jamais sûrs d'avoir un jour des nouvelles de ceux qui allaient partir. On prend donc, quand la tradition se fut implantée, l’habitude d'aller consulter l’oracle d’Apollon à Delphes. En revanche, contrairement à une idée aujourd'hui historiographiquement désuète, ce n'est pas l'oracle qui donnait ou proposait une orientation géographique pour le lieu de fondation de la future colonie.

### Les critères de choix
La fondation de Cyrène en Libye, vers 630 AEC, est le fait d'habitants de Théra, et le « Pacte des fondateurs » découvert sur l'agora de Cyrène décrit certains éléments essentiels du départ, en particulier les premiers mots font allusion à l'ordre reçu d'Apollon, donc par l'oracle de Delphes. Selon ce type de sources littéraires les critères de choix sont fixés par l’oracle « mais la plupart de ces traditions [faisant référence à l'oracle] sont sans doute apocryphes, reflet d’une importance que l’oracle de Delphes a prise au cours des âges, mais qu’il ne devait pas avoir au VIIIe siècle av. J.-C. ». Dans le cas de la fondation de Tarente par Sparte, il s'agit au départ d'une décision collective, discutée au sein de la cité et légitimée par l'oracle de Delphes. Des temples successifs d'Apollon à Delphes on ne connait par l'archéologie que celui du IVe siècle, sachant par ailleurs que la consultation de l'oracle se déroulait dans le temple d'Apollon.

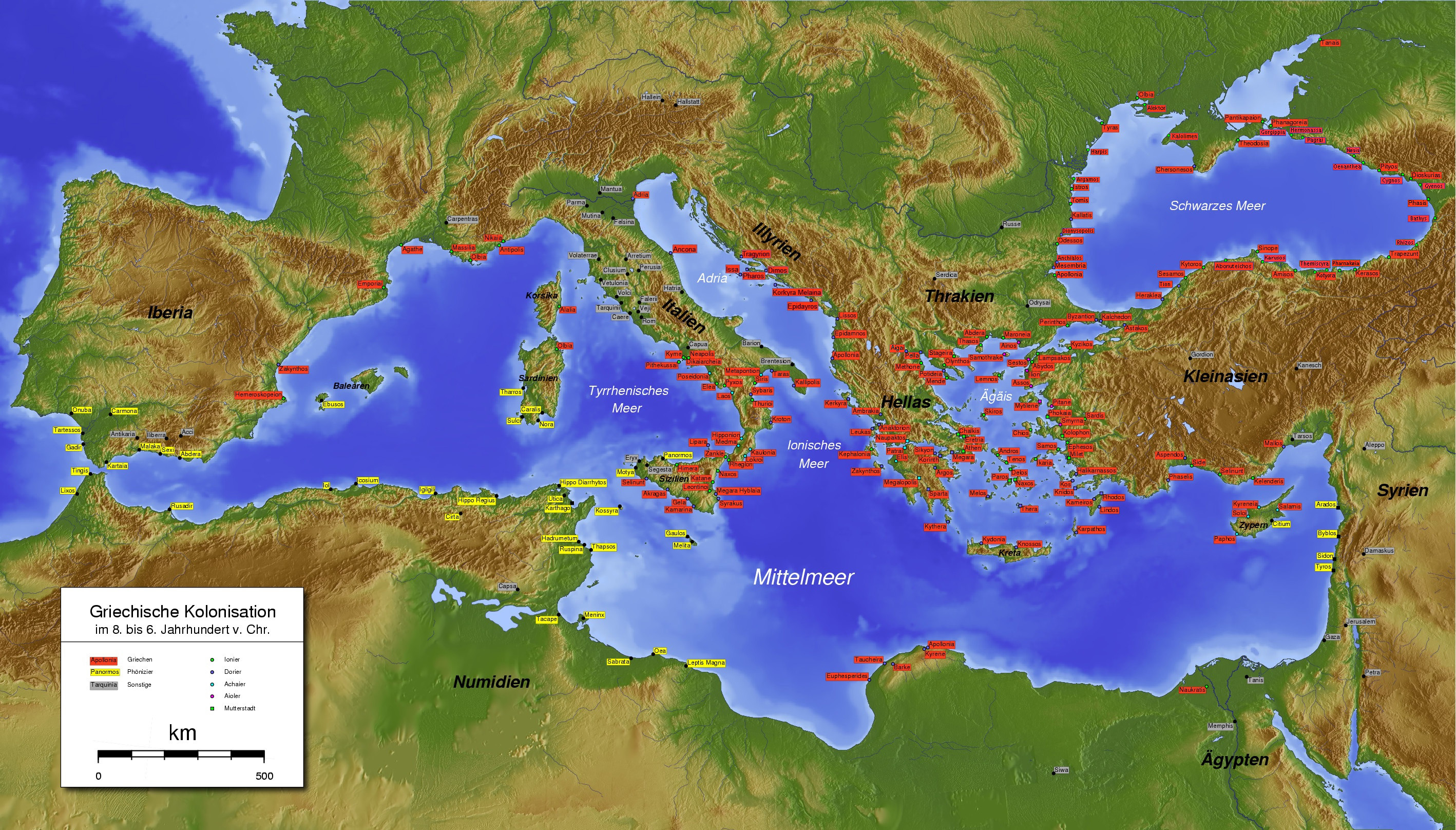
La Méditerranée au En jaune : les cités phéniciennes. En rouge : les cités grecques. En gris : les autres cités.

Colonisation grecque de la côte occidentale de l'Anatolie

### Brassages initiaux
La fondation de Corcyre (Corfou), à proximité de l'actuelle frontière albanaise est à l'initiative des Eubéens, au cours des années 760 av. J.-C, plus précisément des Érétriens. Une tête de pont aurait été établie précédemment, en face, sur la terre ferme par d'autres Eubéens, des Abantes. Ils auraient pu s'épauler. Ils seront chassés ou soumis par les Corinthiens, dont un combat naval en 664 av. J.-C. témoigne.
Ces premières diasporas ont été aussi l'occasion de mixités, brassant les individus venus de plusieurs régions de la Grèce balkanique ; c'est ce qui est démontré pour la Sicile. Dans cette île, selon les lieux la cohabitation initiale est soit brutale soit la domination des Grecs ne s'impose que progressivement. Il semblerait que les populations sikèles y aient été utilisées comme les hilotes à Sparte et que les jeunes hommes Grecs aient épousé des femmes Sikèles.
Il faut distinguer à ce propos les fondations occupées par des Grecs qui possèdent un port de commerce (emporion) des fondations par les autochtones pour des espaces réservés au commerce avec les Grecs, et où les relations avec les autochtones sont bien différentes. En Espagne une étude comparative des relations Grecs / Ibères, autour d'Elche (Illici, province d'Alicante) mais aussi autour de la colonie d'« Emporion » (Empúries, en Catalogne) a montré plusieurs phénomènes. Le port, à 16 km de la ville d'Elche, est bâti vers 450 av. J.-C. sur un plan qui a très probablement été composé par un architecte grec à la demande des autochtones, il ressemble à une colonie grecque mais aurait été habité par des Ibères. Lesquels offraient ainsi à des commerçants grecs itinérants la sécurité d'un village qui respecte les traditions grecques et qui offre un abri sûr pour leurs marchandises, derrière des murailles. À Elche même un sculpteur local a su tirer profit des modèles grecs et du savoir-faire grec pour composer un portrait, celui de la dame d'Elche, qui porte les caractères d'une princesse ibère. Les relations ont dû être équilibrées et non agressives. À la différence d'Empúries - fondée vers 580 avant J.-C. par des colons phocéens - où l'on ne trouve aucune trace d'art ibérique imprégné de culture grecque jusqu'à plus de 200 km tout autour.

### Chronologie des fondations

#### Un premier groupe
- 770-750 : Pithécusses (Ischia) par des Eubéens de Chalcis et Érétrie[34] ;
- 750-530 : Cumes, par des Chalcidiens conduits par un certain Mégasthène et par des Éoliens (de Cymé (Éolide)) conduits par Hippoclès, grâce à une entente préalable (Strabon)[35] ;
- 730-720 Rhêgion (Reggio de Calabre) et Zancle (Messine) par Chalcis, qui verrouillent le détroit de Sicile ;
- à partir de 720 : Sybaris, Crotone et Caulonia, en Calabre, par des Achéens du Péloponnèse ;
- 709/708 : Tarente (Pouilles) par de jeunes Spartiates nés de femmes spartiates et d'esclaves, en l'absence prolongée des hommes[36].

#### La Sicile

Les cités grecques et les dialectes en Grande-Grèce.

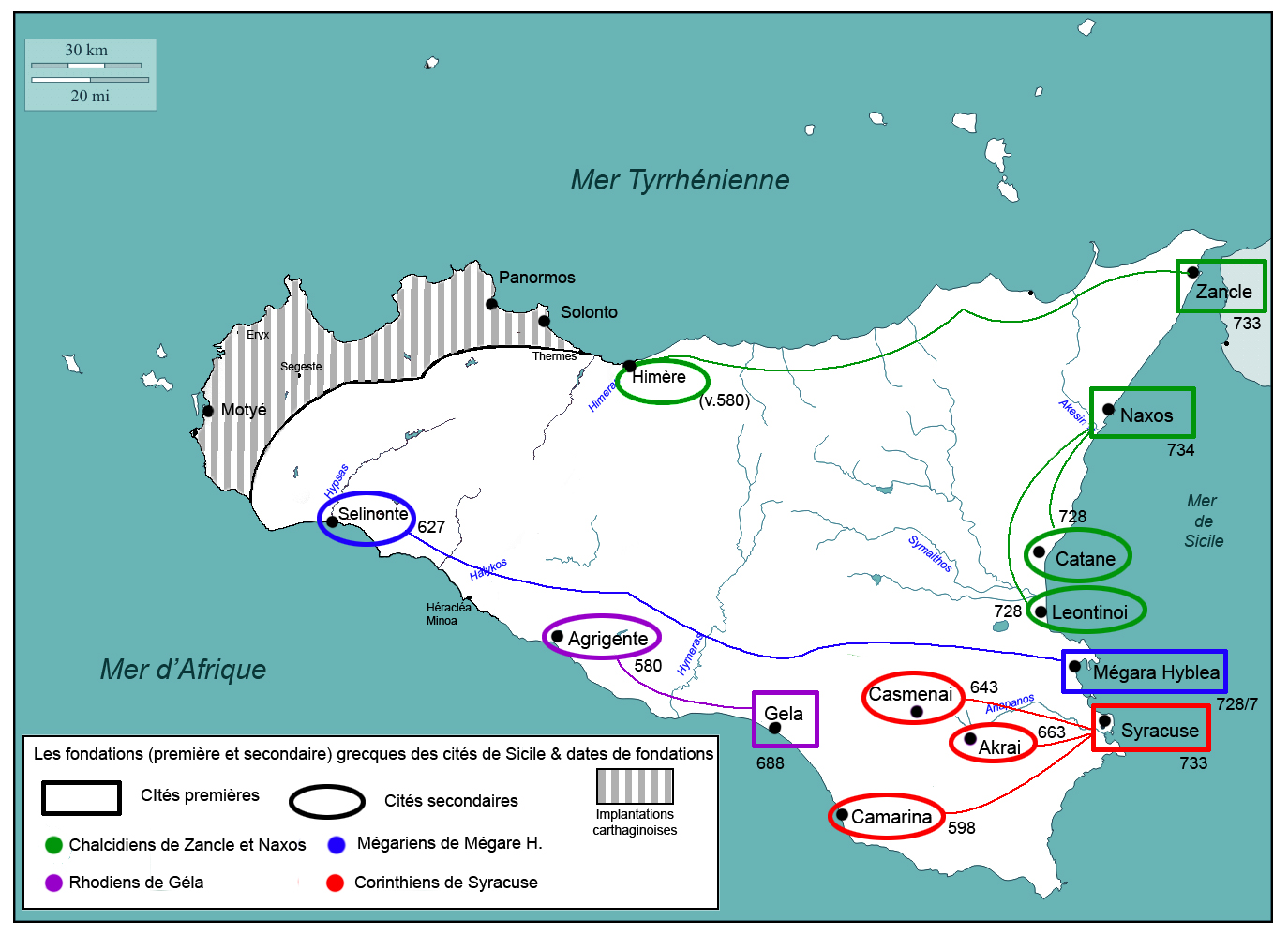
Chronologie des fondations en Sicile.

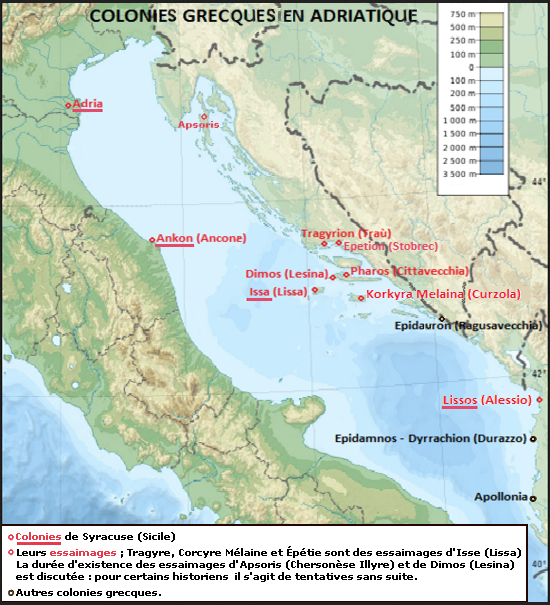
Les colonies syracusaines en mer Adriatique.

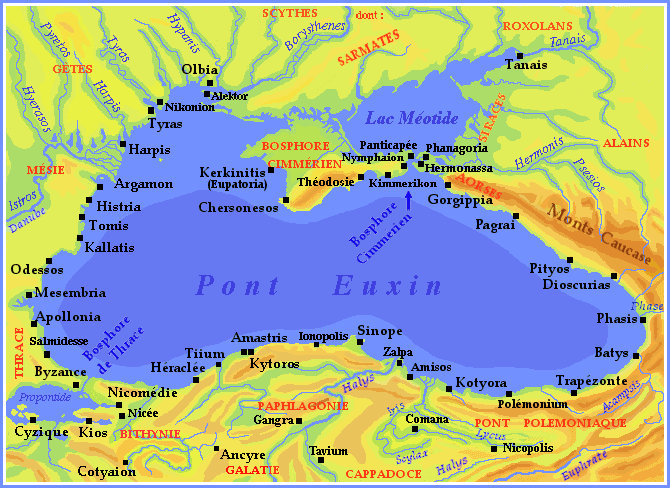
Les principales cités grecques autour du Pont Euxin (mer Noire), « grenier à blé » de la Grèce antique.

Une chronologie des fondations en Sicile peut être établie grâce à Thucydide avec les ajustements nécessaires, grâce à l'archéologie :
- 735 : Naxos (par Chalcis)[34] ;
- 733 : Syracuse (par Corinthe) ;
- 730 : Zancle (par Cumes et Chalcis d'Eubée) ;
- 728 : Léontinoi et Catane (par Naxos et Chalcis) ;
- 729 : Himère (par Zancle/Messine) ;
- 727 : Megara Hyblæa (par Mégare) ;
- 688 : Gela (par Rhodes et Crète) ;
- 663 : Akrai (par Syracuse) ;
- 643 : Kasmenai (par Syracuse) ;
- 627 : Sélinonte (par Mégara Hyblæa) ;
- 598 : Camarina (par Syracuse) ;
- 580 : Agrigente (par Gela).

#### Hors de Sicile
- fin du VIIe siècle av. J.-C. : Hemeroskopeion (Catalogne) ;
- vers 631 : Cyrène (Libye) par Théra ;
- vers 627 : Epidamnos (Durrës, sur la côte adriatique) ;
- vers 600 : Poseidonia (Paestum, sur la côte tyrrhénienne) par Sybaris ;
- vers 598 : Massalia (Marseille) par Phocée ;
- au cours du VIIe siècle : les rives de la mer Noire sont colonisées par plusieurs cités ioniennes Clazomènes, Éphèse, Chios ... et surtout Milet vers 650/630 : Istros (Roumanie), Berezan (Ukraine) et Taganrog (Russie), site englouti [37] et Tanaïs (actuelle Azov) à l'embouchure du Don, sur la mer d'Azov. Côté Turquie actuelle: vers 630 : Sinope par Milet, comme Trébizonde[38] ainsi que Héraclée du Pont (Héraclée) vers 560-558 ;
- 580 : Empúries (Catalogne).
- Quant à Naucratis (delta du Nil), c'était un port de commerce - fondé par Ahmôsis II (Amasis, r. v. 571 - 526) - jusqu'au début de l'époque Hellénistique, date à laquelle la ville prend le statut de cité grecque[39].
- 565 : Alalia serait fondée par des Phocéens, avant d'en être chassé par les Carthaginois et  Étrusques vers 540-535 à la suite d'un conflit. Ils fondent alors Éléa (Vélia) en Campanie[40], mais ils auraient acheté la terre aux autochtones, les Œnôtres.

D'anciennes colonies fondent elles-mêmes de nouvelles colonies, comme Locres (en Calabre) qui fonde Hipponion et Medma, en d'autres points de la côte de Calabre.

## Caractères spécifiques des nouveaux établissements

### Les relations des colonies avec la Grèce
Les colons emportent tout un bagage affectif et spirituel : on part avec le feu sacré qui assure la continuité entre la métropole et la nouvelle cité. La colonie conserve le même panthéon et souvent la même divinité poliade.
Les liens sont concrétisés par les déplacements de métropole en colonie et vice versa lors des grandes fêtes religieuses.
Sur le plan politique, on conserve généralement les institutions de la métropole, au moins au début. L’évolution ne se fait que dans la longue durée.
Au début, les échanges commerciaux sont assez modestes. Peu de temps après, on assiste néanmoins à une véritable explosion. Ainsi, la richesse des gens de Sybaris est légendaire. Il n’y a cependant aucun lien politique entre la colonie et sa métropole : la nouvelle cité est complètement indépendante. Il arrivait qu’une colonie se retrouve opposée au cours d’une guerre à sa métropole : par exemple, le conflit entre Corcyre et sa métropole Corinthe fut à l’origine de la guerre du Péloponnèse.

### Les relations avec les autochtones
Les premiers contacts avec les autochtones, par des commerçants grecs qui donnent lieu à des solutions de nature très différentes selon les circonstances. En principe les commerçants explorent les lieux et les gens puis communiquent leurs observations, de retour en Grèce. Ainsi les peuples de l'Italie sont bien connus des Grecs dès le début du VIIe siècle ; les Étrusques apparaissent dans la Théogonie d'Hésiode en tant qu'« illustres Tyrrhéniens ». Parfois les autochtones font construire pour l'accueil passager de ces commerçants une cité fortifiée, comme le port à proximité de Elche (Valencia) mais qu'eux-mêmes habitent en permanence. La célèbre sculpture de la dame d'Elche est un indice de ce type de rapport pacifique. Par ailleurs, les déplacements - comme à Pithécusses - indiquent souvent un attrait pour des sources locales de métaux, mais celles-ci sont dans l'arrière-pays et aux mains des autochtones qui en exploitent les mines. La négociation est alors nécessaire.
Quant aux installations de Grecs elles se font souvent par la violence, mais parfois, dans un premier temps, par une conciliation avec les autochtones. Avec ou sans phase de conflit initiale, généralement brève, les Grecs établissent des échanges réguliers avec les autochtones. Certaines colonies comme Massalia, Neapolis, Syracuse, Héraclée du Pont, Tomis, Tyras ou Olbia du Pont tissent des liens étroits avec les communautés rurales proches (périèques grecs et vassaux autochtones) et leur offrent leur protection en échange d’un tribut en grains. Pour ce qui est des relations violentes : la fondation de Cumes, avec des traces d'incendie sous les premières structures grecques, indiquent les violences exercées contre les autochtones. Celles-ci se trouvaient alors expulsées ou assujetties pour servir de main-d'œuvre servile et pastorale.
Les relations avec les États forts sont plus complexes. Le cas particulier de Naucratis nécessite quelques précisions. Une première installation de mercenaires par Psammétique Ier (664-610) est autorisée sur deux parcelles de terrain (les Stratopeda ou camps στρατόπεδα) près de Boubastis. Puis Ahmôsis II (Amasis, r. v.571-526) concède aux Grecs qui venaient exercer temporairement une activité commerciale en Égypte la ville de Naucratis, avec autorisation d'élever des édifices religieux. Mais les Égyptiens habitent aussi dans cette ville qui n'est fondée en droit comme cité qu'au IVe siècle. Au VIe siècle, Thônis-Héracléion, la plus proche de la mer, est devenue un important port de commerce grec. Un célèbre temple d'Héraclès y était abrité.

### Les nouvelles cités
Les nouvelles cités sont organisées suivant un plan rationnel, reflet du souci grec d’organisation ergonomique. Cette science de la ville organise lieux d’habitation, rues et réseaux d’eau (citerne, canalisations, égouts). Des lots de propriétés (klèroi) sont définis de manière égalitaire; lorsque les colonies étaient fondées par des colons émigrants par manque de terre dans leur patrie, la répartition se faisait , « en principe » , de façon égalitaire et géométrique - à la différence de celles des cités-mères en général - se rapprochant du plan romain du cardo et du decumanus.
L'exemple de Megara Hyblaea semble montrer que les premiers colons se seraient contenté d'« une sorte de campement, dans des huttes ou des cabanes arrondies, comme on en a retrouvé plus au nord en Italie ». Ensuite, avec un accroissement démographique rapide, le schéma de la ville est tracé, mais l'existence des premiers chemins pourrait avoir perturbé un tracé orthogonal idéal, qui n'est en fait que régulier par secteur. Des files de lots égalitaires, le long des rues secondaires, sont placés dos à dos, chacun couvrant environ 11 x 11/12 m. Des secteurs de rues secondaires partent des rues principales, souvent à l'orthogonale. L'espace est ainsi divisé en secteurs où les bandes d'égale largeur sont orientées dans la même direction, ces bandes de terrain sont limitées et desservies par les rues secondaires qui se jettent sur les rares voies principales. La ville étant ceinturée par un mur, les voies principales aboutissent aux portes. Au cours des siècles qui suivirent les plans des cités de ces implantations coloniales se sont régularisés, sur une grille orthogonale.
La cité est organisée suivant divers espaces : le privé (les klèroi), le public (l’agora, l’ekklesiasterion), le sacré (le hiéroôn) et la chôra, territoire divisé en exploitations agricoles hors des murs mais contrôlé par la cité. Suivant l’origine des grecs qui fondent la colonie, il existe des différences notables dans l’aménagement de la cité et de son territoire, mais partout les nécropoles sont placées à l’extérieur de la cité. La taille démesurée des espaces publics est un trait caractéristiques de l'urbanisme colonial.
Une colonie qui prospère et s’agrandit peut devenir à son tour la métropole d’autres colonies. La situation politique prévalant en Grèce même, avec maintes rivalités, ligues et guerres entre cités, se retrouvent dans les zones colonisées, comme en Grande-Grèce où une ligue achéenne constituée de Crotone, Métaponte et Sybaris détruisit Siris, cité ionienne du golfe de Tarente, à l’issue d’une bataille qui eut lieu entre 570 et 540 avant notre ère. Les colons Sirisiotes furent vendus comme esclaves. Cette ligue tenta aussi de s’attaquer à Locres, accusée par Crotone d’avoir soutenu Siris, mais Locres vainquit les troupes de Crotone à la bataille de la Sagra au début du VIe siècle av. J.-C. et préserva son existence, sa liberté et ses ressources.

### Perceptions nouvelles
La forte identité culturelle et linguistique des colons grecs limite leur imprégnation par les civilisations extérieures, même en Égypte. Sous le pharaon Psammétique Ier, il fallait des interprètes pour discuter avec les habitants de Naucratis. En fait un Grec qui adoptait une autre culture quittait par là même sa propre communauté (oikogeneia). En revanche, la culture des colonies grecques imprègne facilement les structures étatiques « barbares » dont les élites locales deviennent des vecteurs d’hellénisation : des royaumes autochtones comme ceux des Odryses en Thrace, de Bithynie ou du Pont en Anatolie ou encore Bosphorain en Cimmérie (actuelle Crimée) et autour de la Méotide (actuelle mer d’Azov au nord de la mer Noire) se sont profondément hellénisés au point que plus tard, l’Empire romain d'Orient lui-même est devenu grec, et la population vivant sur les côtes de l’ancien Pont-Euxin (actuelle mer Noire) est restée de langue grecque (« Pontiques ») durant deux millénaires et demi, jusqu’au début du XXe siècle.
On note un peu plus de réceptivité des Grecs dans le domaine religieux. Le syncrétisme leur apparaît comme un moyen de se faire accepter sur les nouvelles terres et satisfait leur curiosité intellectuelle comme en témoigne aussi le développement des écoles de philosophie à partir du VIe siècle av. J.-C. La confrontation avec d’autres cultures stimule une réflexion philosophique, mais l’autre ne sert que de déclencheur ou de miroir, il n’est généralement pas un interlocuteur. À l’époque archaïque, le monde grec traditionnel n’est pourtant pas encore imprégné par cette nouvelle pensée philosophique : il faudra attendre l’époque classique.

## La colonisation hellénistique
La période hellénistique est marquée par une nouvelle vague de fondations, au point qu'on a parlé d'un âge d'or des cités. Cependant, à la différence de la colonisation archaïque, celle-ci se fait sous l’impulsion des monarchies gréco-macédoniennes. Alexandre le Grand, les Séleucides, les Lagides en particulier multiplient les fondations de villes, qui portent souvent leurs noms ou ceux de leurs proches, telles que Alexandrie et Ptolémaïs en Égypte, Antioche sur l'Oronte, Séleucie de Piérie, Séleucie du Tigre, etc. Elles ne sont pas indépendantes, mais elles ont des institutions autonomes et contribuent à introduire les lois et usages grecs parmi les populations orientales.
La plus lointaine des colonies hellénistiques se trouvait dans l’océan Indien : c’est l’île de Dioscoride (signifiant en koinè île des Dioscures), située au large de la pointe orientale de l’Afrique. Selon Idrisi, géographe arabe du XIIe siècle, Alexandre le Grand, incité par Aristote, y aurait installé une colonie ionienne après avoir conquis l’Égypte. La colonie est également citée dans le Périple de la mer Érythrée datant du Ier siècle.

### Sources primaires
- Strabon, Géographie, Livre II, Germaine Aujac (trad.), Paris, Les Belles Lettres, 1969.
- Thucydide, La Guerre du Péloponnèse [détail des éditions].
- Tite-Live, Histoire romaine, Livre VIII, Raymond Bloch et Charles Guittard (trad.), Paris, Les Belles Lettres, 1987.

### Littérature secondaire
- John Boardman, Les Grecs outre-mer : colonisation et commerce archaïques, Michel Bats (trad.), Naples, Centre Jean Bérard, 1995 (1964), 367 p.
- Sophie Bouffier, dir. et Alexandre Baralis, Pierre Cabanes, Omar Coloru, Maria Cécilia D'Ercole, Olivier Mariaud, Pierre Moret et Pierre Rouillard (collaboration), Les diasporas grecques: du détroit de Gibraltar à l'Indus (VIIIe siècle av. J.-C. à la fin du IIIe siècle av. J.-C., SEDES, coll. « Pour les concours », 2012, 287 p., 24 cm (ISBN 978-2-301-00154-2, SUDOC 163568413).
- Laurent Capdetrey et Julien Zurbach (dir.), Mobilités grecques. Mouvements, réseaux, contacts en Méditerranée, de l'époque archaïque à l'époque hellénistique, Bordeaux, Ausonius, 2012, 280 p. (ISBN 978-2-35613-074-7, SUDOC 164498206).
- Hervé Duchêne, « Grèce : un monde de migrants », L'Histoire, 417, 2015, pp. 68-71.
- Tamar Hodos, « Colonial Engagements in the Global Mediterranean Iron Age", Cambridge Archaeological Journal, 19, 2009, pp. 221-241.
- Brigitte Le Guen (dir.), Maria Cécilia d'Ercole et Julien Zurbach, Naissance de la Grèce : De Minos à Solon : 3200 à 510 avant notre ère, Belin, coll. « Mondes Anciens », 2019, 686 p., 23 cm (ISBN 978-2-7011-6492-2, SUDOC 235597856), « L'essaimage colonial grec, du Pont-Euxin à l'Occident (VIIIe – VIe siècle) », p. 457-485
- M.A. Mastelloni, Tracciare le linee, dividere il territorio: lo spazio suddiviso e la fondazione di alcune apoikiai d’Occidente, in Thiasos 5.2, Convegni, 2016, pp. 7–32,on-line
- Pauline Schmitt-Pantel, « Les femmes migrantes et la cité », in Jacques Bouineau (dir.), L'avenir se prépare de loin, Paris, Les Belles Lettres, 2018, pp. 197-203.
- Marta Sordi, « La grande colonisation grecque en Orient et en Occident », in Ead., Le Monde grec : de la période archaïque à Alexandre, Colette D'Hesse (trad.), Aix-en-Provence, Edisud, 2004, pp. 15-21.
- (fr + it + en + es + ca) Henri Tréziny (dir.) et al., Grecs et indigènes de la Catalogne à la mer Noire [actes des rencontres du programme européen Ramses (2006-2008)], Éditions Errance et Centre Camille-Jullian, 2020 (mis en ligne) (1re éd. 2010), 726 p., 28 cm (ISBN 978-2-87772-420-3, SUDOC 145197131, lire en ligne).
- Gocha Tsetskhladze (éd.), Greek Colonisation. An Account of Greek Colonies and Other Settlements Overseas, 2 volumes, Leyde ; Boston, Brill, 2006 et 2008, 584 et 566 p.
- Gocha Tsetskhladze et Franco De Angelis (éd.), The Archaeology of Greek Colonisation. Essays dedicated to Sir John Boardman, Oxford, Oxford University Committee for Archaeology, 1994, pp. 47-60.
- Henri Tréziny, « Les colonies grecques de Méditerranée occidentale », Revue Histoire Urbaine, vol. 2,‎ 2005, p. 51-66 (lire en ligne, consulté le 23 mars 2022).
- Emanuele Greco, « L'expansion grecque », dans Jean-Paul Demoule, Dominique Garcia et Alain Schnapp (dir.), Une histoire des civilisations : Comment l'archéologie bouleverse nos connaissances, La Découverte, 2018, Academia.edu (lire en ligne), p. 320-328
- (en) Franco De Angelis (dir.), A Companion to Greeks Across the Ancient World, Hoboken, Wiley-Blackwell, 2020.